# Katrin Meinke
Katrin Meinke (Wismar, Mecklemburg-Pomerània Occidental, 10 de setembre de 1979) és una ciclista alemanya especialista en la pista. Ha guanyat tres medalles als Campionats del món.

## Palmarès
- 1997
  -  Campiona del món júnior en Velocitat
- 1999
  -  Campiona d'Alemanya en Velocitat
- 2001
  -  Campiona d'Europa sub-23 en 500 metres contrarellotge
  -  Campiona d'Alemanya en 500 m contrarellotge
- 2002
  -  Campiona d'Alemanya en 500 m contrarellotge
- 2003
  -  Campiona d'Alemanya en 500 m contrarellotge
  -  Campiona d'Alemanya en Velocitat

### Resultats a laCopa del Món
- 2000
  - 1a a Ipoh, en Velocitat
  - 1a a Ipoh, en 500 m
- 2003
  - 1a a Ciutat del Cap, en Velocitat per equips
- 2004
  - 1a a Manchester i Sydney, en Velocitat per equips